# Židlochovice
Židlochovice (en allemand : Groß Seelowitz, auparavant Seelowitz) est une ville du district de Brno-Campagne, dans la région de Moravie-du-Sud, en Tchéquie. Sa population s'élevait à 3 673 habitants en 2024.
Židlochovice est connue pour sa production viticole.

## Géographie
Židlochovice est située dans la vallée de la rivière Svratka, un affluent de la Thaya (Dyje), dans le sud de la région historique de Moravie. Le centre-ville se trouve à 18 km au sud de Brno et à 196 km au sud-est de Prague.
La commune est limitée par Vojkovice au nord-ouest, par Blučina au nord-est et à l'est, par Nosislav au sud, et par Hrušovany u Brna à l'ouest.

## Histoire
La première mention écrite de la localité date de 1237, dans un acte du roi Venceslas Ier de Bohême. En 1353, le domaine dans le margraviat de Moravie est devenu la propriété du margrave Jean-Henri, frère cadet de l'empereur Charles IV. Durant cette période, Židlochovice a reçu les droits de ville et la viticulture a pris son essor. Conférant de privilèges supplémentaires en 1379, Jobst de Moravie contribue à l'expansion de la production du vin. La noble famille des Valdštejn (Wallenstein) acheta la propriété en 1420.
Dans la deuxième moitié du XVIe siècle, des Frères tchèques et des anabaptistes se sont installés dans la ville. En 1714, le domaine passe au comte Philipp Ludwig Wenzel von Sinzendorf, chancelier de la cour de l'empereur Charles VI de Habsbourg et époux de Regina Katerina Isabela de Valdštejna. Après sa mort en 1742, ses fils le vend à la famille de Dietrichstein.
En 1819, le prince Franz Joseph von Dietrichstein a vendu la seigneurie au duc Albert de Saxe-Teschen. À la mort d'Albert, en 1822, son neveu l'archiduc Charles-Louis d'Autriche-Teschen hérita du domaine. Groß Seelowitz fut la résidence de son fils Charles-Ferdinand de Teschen et le lieu de nassaince de ses enfants notamment l'archiduchesse Marie-Christine d'Autriche qui épousa le roi Alphonse XII d'Espagne et assuma la régence pour son fils Alphonse XIII de 1885 à 1902.
Après la Première Guerre mondiale et la dissolution de l'Empire austro-hongrois, la région faisait partie de la République tchécoslovaque. Le château a été confisqué et fut temporairement la résidence d'été du président Tomáš Masaryk.

## Patrimoine
- Château de Židlochovice

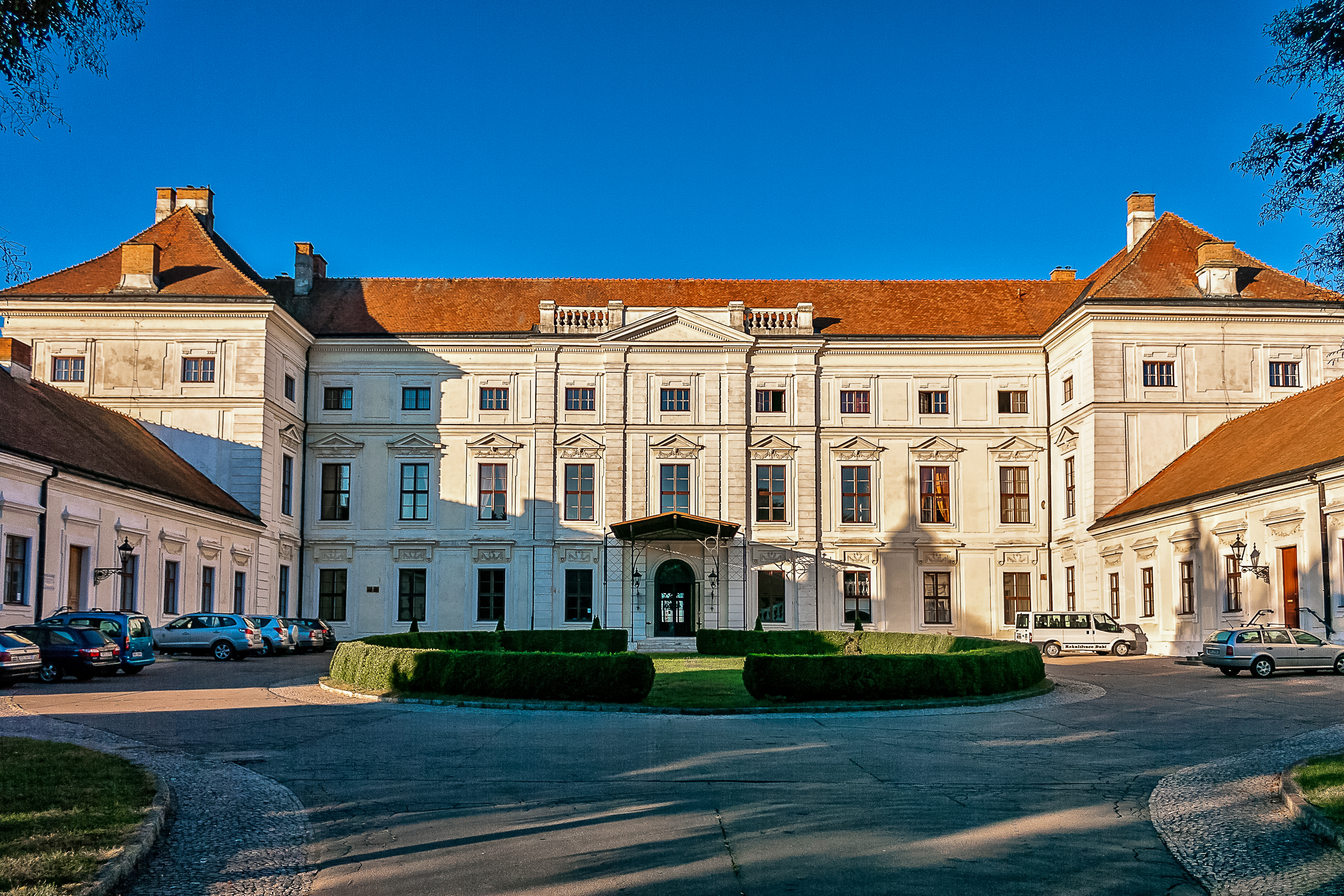
Château de Židlochovice.

## Personnalités
- Frédéric d'Autriche-Teschen (1856-1936), militaire, grand propriétaire terrien et entrepreneur ;
- Marie-Christine d'Autriche (1858-1929), reine d'Espagne ;
- Charles-Étienne d'Autriche (1860-1933), amiral ;
- Eugène d'Autriche-Teschen (1863-1954), militaire.

## Jumelages
La ville de Židlochovice est jumelée avec :
- Gbely (Slovaquie).